# Telephanus agilis
Telephanus agilis es una especie de coleóptero de la familia Silvanidae.

## Distribución geográfica
Habita en Guatemala y México.